# 平野光雄 (政治家)
平野 光雄（ひらの みつお、1881年（明治14年）1月1日 - 1958年（昭和33年）7月26日）は、日本のジャーナリスト・政治家。政治家としては憲政会→立憲民政党に所属し、衆議院議員選挙に通算6回当選し逓信参与官を務めた。

## 経歴
静岡県庵原郡由比町（現在の静岡市清水区）出身。1910年（明治43年）、慶應義塾大学部政治科を卒業。『時事新報』記者を務めた。
1922年（大正11年）、衆議院議員補欠選挙に出馬し当選。第20回衆議院議員総選挙に至るまで6回当選を果たした。その間、岡田内閣で逓信参与官を務めた。
1942年（昭和17年）の第21回衆議院議員総選挙では大政翼賛会の推薦を受けたが落選した。
戦後、公職追放となる。1951年（昭和26年）追放解除。
その他、日本茶精株式会社取締役、東京荷造材料株式会社取締役、伊勢製茶株式会社監査役などを務めた。